# ハッサン・ファトヒー
ハッサン・ファトヒー(1900年3月23日-1989年11月30日、アラビア語エジプト方言: حسن فتحي)は、20世紀における世界的に著名なエジプト人建築家である。近代建築に伝統的なエジプトのアドベ（日干し煉瓦の一種）やウィンドキャッチャーなど、その土地柄に適した技術・素材を利用する適正技術のパイオニアである。
この建築哲学で建設されたニュークルナ村の主な特徴は、伝統的な都市と建築環境の再解釈、現地の素材と技術の適切な使用、気候の問題に対する驚異的な感性である。「近代的な建築というムーブメント」の時代に、持続可能性と社会的な団結が地元の建築・素材・技術とマッチすることを示した。この考えは世界中の新しい世代の建築家やプランナーに影響を与えた。
その影響の大きさは、第二のノーベル賞とも言われるライト・ライブリフッド賞の第一回受賞、アーガー・ハーン建築賞で特別に委員長賞が作られたことからも明らかである。

## 経歴
1900年3月23日、地主の家に生まれる。カイロ大学で建築と農業を勉強し、1926年に学位を取得した。その後、地方自治業務局建築部門に就職した。

## 受賞歴
- 1980年 アーガー・ハーン建築委員長賞[3]、バルザン賞 、ライト・ライブリフッド賞
- 1984年 UIAゴールドメダル[4]
- 1987年 ルイス・サリバン賞
- 1989年 国連ハビタット賞（英語版）

## 著作
- Fathy, Hassan (1976). Architecture for the Poor : An Experiment in Rural Egypt. University of Chicago Press. ISBN 0-226-23916-0
- Fathy, Hassan (1986). Shearer, Walter. ed. Natural Energy and Vernacular Architecture : Principles and Examples, With Reference to Hot Arid Climates. University of Chicago Press. ISBN 0-226-23917-9
- Steele, James (1997). An Architecture for People : The Complete Works of Hassan Fathy. Whitney Library of Design. ISBN 0-8230-0226-8
- Max Nobbs-Thiessen (2006)Contested Representations and the Building of Modern Egypt: The Architecture of Hassan Fathy (MA Thesis) Simon Fraser University.

- Abdel-moniem M. El-shorbagyThe architecture of Hassan Fathy : between western and non-western perspectives : a thesis submitted for the degree of Doctor of Philosophy at the University of Canterbury.
- Abdel-moniem El-Shorbagy, Hassan Fathy: The Unacknowledged Conscience Of Twentieth Century Architecture. A paper published in the International Journal of Basic & Applied Sciences IJBAS-IJENS Vol:10 Issue: 02, 10 April 2010.

## その他
2017年3月23日、ハッサン・ファトヒー生誕117周年を記念し、検索サイトgoogleは記念Doodleを公開した。